# Jane Maria Strachey
Pour les articles homonymes, voir Strachey.
Jane Maria Strachey, née Grant le 13 mars 1840 et morte le 4 décembre 1928, est une suffragiste et autrice britannique.

## Biographie

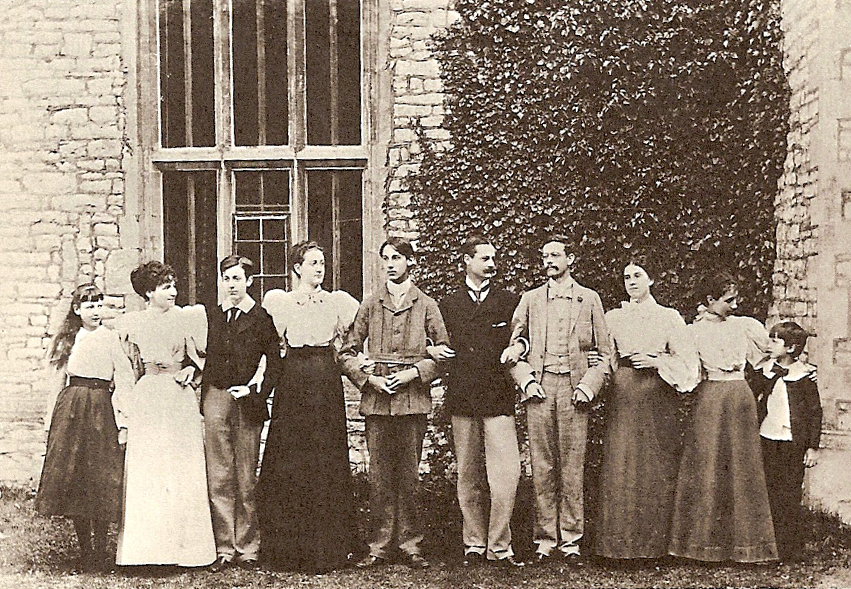
Les dix enfants Strachey

Elle naît sur un navire, le Earl of Hadwick, au large du Cap de Bonne-Espérance, qui ramène sa mère en Angleterre. Son père, John Peter Grant, est administrateur colonial, puis lieutenant-gouverneur du Bengale et gouverneur de la Jamaïque, et sa mère est née Henrietta Chichele Plowden. Elle épouse Richard Strachey, haut fonctionnaire et administrateur colonial, en 1859. Ensemble ils ont treize enfants, dont dix ont vécu jusqu'à l'âge adulte, notamment Lytton Strachey, James Strachey, Dorothy Bussy, Pernel Strachey et Oliver Strachey,.
Elle vit avec ses enfants à Édimbourg en 1866-1867 et elle mène son premier engagement en faveur du droit de vote pour les femmes, en lançant une pétition destinée aux parlementaires. Elle publie un article sur le droit de vote des femmes, publié dans The Attempt, revue de la  Edinburgh Ladies Debating Society. Elle est membre de la Edinburgh National Society for Women's Suffrage en 1868, puis vit en Inde avec son mari qui est haut fonctionnaire dans l'administration coloniale jusqu'en 1879.
À leur retour à Londres en 1879, elle reprend son action en faveur du droit de suffrage des femmes. Elle soutient activement le New Hospital for Women une initiative visant à fournir aux femmes une aide médicale de qualité, donnée par des femmes médecins. Elle soutient financièrement le Girton College, collège de l'université de Cambridge destiné à l'éducation des filles. Elle participe à l'organisation du Women's Local Government Society , et prend la présidence de sa branche londonienne en 1909. Ses efforts sont couronnés de succès lorsque le projet de loi est mentionné dans un discours royal en 1907.
Elle publie deux livres pour enfants, en 1887 et 1893, et écrit Poets on Poets, en 1894. Elle travaille à une traduction du livre d'Alexandre Herzen, De l'autre rive. Des éléments biographiques sur sa famille sont apportés dans l'ouvrage de Betty Askwith, Two Victorian Families,
En 1907, elle est élue au comité exécutif de la National Union of Women's Suffrage Societies. Elle participe activement à l'organisation de la « Mud March » qui part de Hyde Park vers Exeter Hall, et revendique le droit de vote des femmes. En 1909, elle rejoint le comité éditorial du English Woman's Journal et est élue présidente du comité pour South Paddington de la London Society for Women's Suffrage. Elle réduit ses engagements publics après la mort de son époux, et refuse de prendre la direction de la Society of Women Writers and Journalists en 1920. Elle meurt en 1928. Virginia Woolf a écrit une nécrologie dans laquelle elle donne le détail de la contribution de Jane Strachey au mouvement féministe.